# Инглс, Джо
Джозеф Ховарт «Джо» Инглс (англ. Joseph Howart "Joe" Ingles; родился 2 октября 1987 года, Аделаида, Австралия) — австралийский профессиональный баскетболист, выступающий за команду Национальной баскетбольной ассоциации «Миннесота Тимбервулвз» и национальную сборную Австралии. Играет в амплуа лёгкого форварда, атакующего и разыгрывающего защитника. Также имеет британское гражданство.

## Ранние годы
В школе Инглс играл в баскетбол вместе с Брэдом Ньюли и был признан новичком 2005 года. Два года учился в Университете спорта Австралии, после окончания стал готовиться к сезону 2006-07 с командой «Саут Дрэгонс».

## Профессиональная карьера
Дебютировал за «Саут Дрэгонс» в возрасте 18 лет, в итоге став лучшим бомбардиром для новичков, в первом же матче набрав 29 очков, забросив 11 из 15 бросков с игры. По итогам сезона Инглс был признан Новичком года чемпионата Австралии 2007 года.
Потенциал игрока был замечен в НБА, его рассматривали скауты «Лос-Анджелес Лейкерс».
30 июня 2009 года команда «Голден Стэйт Уорриорз» объявила о том, что Инглс приглашён в летнюю лигу НБА 2009 в Лас-Вегасе. Также он был приглашён в неё и в 2010 году.
16 ноября 2010 года игрок перешёл из команды «Гранада» в «Барселону», с которой подписал трёхлетний контракт. В июне 2013 года покинул «Барселону», а 14 июля 2013 года подписал контракт с израильским «Маккаби».
Проведя в следующем году предсезонку с «Лос-Анджелес Клипперс», 27 октября 2014 года Инглс был приобретен «Юта Джаз». Инглс дебютировал в НБА двумя днями позже, сыграв четыре минуты в матче против «Хьюстон Рокетс».
8 января 2021 года Инглс пропустил игру из-за травмы ахилла, которая прервала его серию из 418 сыгранных игр подряд. Эта серия включала 384 игры в регулярном сезоне и 34 игры в плей-офф. Его последняя пропущенная игра была 16 декабря 2015 года.
29 января 2021 года Инглс забил свой 846-й трехочковый, обойдя Джона Стоктона по количеству трехочковых в истории «Джаз».
Инглс занял второе место в номинации «Лучший шестой игрок НБА» после своего партнера по команде Джордана Кларксона.
30 января 2022 года в матче против «Миннесота Тимбервулвз» Инглс получил травму колена и выбыл из игры. На следующий день у него диагностировали разрыв левой передней крестообразной связки, и впоследствии он был травмирован всю оставшуюся часть сезона.
9 февраля 2022 года Инглес был обменян в «Портленд Трэйл Блэйзерс» в рамках трехстороннего обмена. Из-за травмы колена он ни разу не сыграл за команду.
6 июля 2022 года Инглс подписал однолетний контракт на 6,5 миллионов долларов с «Милуоки Бакс».
7 июля 2023 года Инглс подписал контракт с командой «Орландо Мэджик».
6 июля 2024 года Ингл подписал однолетний контракт на сумму 3,3 млн долларов с «Миннесота Тимбервулвз».  Свой первый старт в сезоне и первый за три года он провел 21 марта 2025 года, что было продиктовано присутствием его семьи и старшего сына, страдающего аутизмом, который в предыдущее воскресенье впервые просидел всю игру НБА, в которой Инглс был неактивен. Главный тренер Крис Финч хотел дать сыну Инглса возможность увидеть игру отца, прежде чем семья отправится обратно в свою резиденцию во Флориде. Инглс сыграл первые шесть минут игры, записав на свой счет одну передачу, и в итоге «Тимбервулвз» одержали победу над «Нью-Орлеан Пеликанс» со счетом 134:93.
30 июня 2025 года Тимбервулвз продлили контракт с Инглсом на сезон 2025/26.

## Международная карьера
Дебютировал за национальную сборную Австралии на летних Олимпийских играх 2008 года в Пекине. Несмотря на большой опыт выступления на клубном уровне, в команде был игроком запаса. В финале сборная Австралии уступила со счётом 116-85 сборной США, а Инглс вышел только в последней четверти. Игрок набрал 11 очков при 100 % попаданий с игры, собрал 2 подбора, а также показал себя как хороший распасовщик.
На летних Олимпийских играх 2012 года в Лондоне Инглс также выступил неплохо, уступив в командной гонке бомбардиров только Патрику Миллсу. В шести матчах Инглс в среднем набирал 15 очков, совершал 5 подборов и отдавал 4,2 результативные передачи за игру.

## Личная жизнь
Инглс женат на австралийской нетболистке Ренэй Инглс. У пары трое детей — близнецы Милла Бернадетт Инглс и Джейкоб Энтони Инглс (род. 25 июля 2016) и сын Джек Томас Инглс (род. 19 ноября 2020). В 2019 году сыну Инглса, Джейкобу, был поставлен диагноз аутизм.

## Достижения
«Саут Дрэгонс» :
- Чемпион Австралазии : 2008/2009

 «Барселона» :
- Чемпион Испании (2): 2010/2011, 2011/2012
- Обладатель Кубка Испании (2): 2010/2011, 2011/2012
- Обладатель Суперкубка Испании (2): 2010, 2011

 «Маккаби» :
- Чемпион Израиля : 2013/2014
- Чемпион Евролиги : 2013/2014

## Статистика

### Статистика в НБА
| Сезон                                                                                    | Команда | Регулярный сезон | Регулярный сезон | Регулярный сезон | Регулярный сезон | Регулярный сезон | Регулярный сезон | Регулярный сезон | Регулярный сезон | Регулярный сезон | Регулярный сезон | Регулярный сезон | Серия плей-офф | Серия плей-офф | Серия плей-офф | Серия плей-офф | Серия плей-офф | Серия плей-офф | Серия плей-офф | Серия плей-офф | Серия плей-офф | Серия плей-офф | Серия плей-офф |
| Сезон                                                                                    | Команда | GP               | GS               | MPG              | FG%              | 3P%              | FT%              | RPG              | APG              | SPG              | BPG              | PPG              | GP             | GS             | MPG            | FG%            | 3P%            | FT%            | RPG            | APG            | SPG            | BPG            | PPG            |
| ---------------------------------------------------------------------------------------- | ------- | ---------------- | ---------------- | ---------------- | ---------------- | ---------------- | ---------------- | ---------------- | ---------------- | ---------------- | ---------------- | ---------------- | -------------- | -------------- | -------------- | -------------- | -------------- | -------------- | -------------- | -------------- | -------------- | -------------- | -------------- |
| 2014/15                                                                                  | Юта     | 79               | 32               | 21,2             | 41,5             | 35,6             | 75,0             | 2,2              | 2,3              | 0,9              | 0,1              | 5,0              | Не участвовал  | Не участвовал  | Не участвовал  | Не участвовал  | Не участвовал  | Не участвовал  | Не участвовал  | Не участвовал  | Не участвовал  | Не участвовал  | Не участвовал  |
| 2015/16                                                                                  | Юта     | 81               | 2                | 15,3             | 42,6             | 38,6             | 72,2             | 1,9              | 1,2              | 0,7              | 0,0              | 4,2              | Не участвовал  | Не участвовал  | Не участвовал  | Не участвовал  | Не участвовал  | Не участвовал  | Не участвовал  | Не участвовал  | Не участвовал  | Не участвовал  | Не участвовал  |
| 2016/17                                                                                  | Юта     | 82               | 26               | 24,1             | 45,2             | 44,1             | 73,5             | 3,2              | 2,7              | 1,2              | 0,1              | 7,1              | 11             | 11             | 30,3           | 40,3           | 36,6           | 66,7           | 3,7            | 3,3            | 2,0            | 0,5            | 6,5            |
| 2017/18                                                                                  | Юта     | 82               | 81               | 31,4             | 46,7             | 44,0             | 79,5             | 4,2              | 4,8              | 1,1              | 0,2              | 11,5             | 11             | 11             | 34,8           | 47,1           | 45,5           | 64,7           | 4,4            | 3,4            | 0,5            | 0,2            | 14,5           |
| 2018/19                                                                                  | Юта     | 82               | 82               | 31,3             | 44,8             | 39,1             | 70,7             | 4,0              | 5,7              | 1,2              | 0,2              | 12,1             | 5              | 5              | 30,1           | 32,4           | 27,6           | 0,0            | 4,8            | 5,0            | 2,2            | 0,0            | 6,4            |
| 2019/20                                                                                  | Юта     | 72               | 45               | 29,7             | 44,5             | 39,9             | 78,7             | 3,9              | 5,2              | 0,9              | 0,2              | 9,8              | 7              | 7              | 33,5           | 40,7           | 35,0           | 100,0          | 3,4            | 4,7            | 0,6            | 0,1            | 9,1            |
| 2020/21                                                                                  | Юта     | 67               | 30               | 27,9             | 48,9             | 45,1             | 84,4             | 3,6              | 4,7              | 0,7              | 0,2              | 12,1             | 11             | 6              | 27,8           | 49,4           | 41,4           | 76,9           | 3,1            | 3,5            | 0,6            | 0,0            | 10,2           |
| 2021/22                                                                                  | Юта     | 45               | 15               | 24,9             | 40,4             | 34,7             | 77,3             | 2,9              | 3,5              | 0,5              | 0,1              | 7,2              | Не участвовал  | Не участвовал  | Не участвовал  | Не участвовал  | Не участвовал  | Не участвовал  | Не участвовал  | Не участвовал  | Не участвовал  | Не участвовал  | Не участвовал  |
| 2022/23                                                                                  | Милуоки | 46               | 0                | 22,7             | 43,5             | 40,9             | 85,7             | 2,8              | 3,3              | 0,7              | 0,1              | 6,9              | 5              | 0              | 17,8           | 52,2           | 50,0           | –              | 1,2            | 2,0            | 0,6            | 0,2            | 6,8            |
| 2023/24                                                                                  | Орландо | 68               | 0                | 17,2             | 43,6             | 43,5             | 82,4             | 2,1              | 3,0              | 0,6              | 0,1              | 4,4              | 7              | 0              | 9,6            | 33,3           | 28,6           | 50,0           | 1,9            | 1,7            | 0,4            | 0,0            | 1,6            |
|                                                                                          | Всего   | 704              | 313              | 24,7             | 44,8             | 41,0             | 77,4             | 3,1              | 3,6              | 0,9              | 0,1              | 8,1              | 57             | 40             | 27,4           | 44,1           | 39,7           | 72,3           | 3,3            | 3,4            | 1,0            | 0,2            | 8,5            |
| Наведите курсор мыши на аббревиатуры в заголовке таблицы, чтобы прочесть их расшифровку. |         |                  |                  |                  |                  |                  |                  |                  |                  |                  |                  |                  |                |                |                |                |                |                |                |                |                |                |                |